# Fuerzas Armadas de República Dominicana
El Ministerio de Defensa de la República Dominicana, anteriormente conocido como Fuerzas Armadas, es el organismo de Estado que representa al conjunto de los cuerpos militares dominicanos. La misión del Ministerio de Defensa es defender la integridad territorial de la República Dominicana y su soberanía, así como mantener la paz y el orden público.
Está compuesto por tres ramas: el Ejército, la Armada y la Fuerza Aérea. También depende de esta oficina el Departamento Nacional de Investigaciones. Además, forma parte el Obispado Castrense de la República Dominicana.
Como Ministerio, su origen viene en la Constitución dominicana de 1844, cuando se le llamaba Secretaría de Estado de Guerra y Marina. Su sede ministerial se encuentra en Santo Domingo, en la Av. 27 de Febrero, en la Plaza de la Bandera. Está dirigido por el Teniente general Carlos Antonio Fernández Onofre desde el 16 de agosto de 2024, aunque su comandante en jefe es el Presidente de la República.

## Historia institucional
Las Fuerzas Armadas de la República Dominicana fueron instauradas de manera oficial en la Constitución de 1844 que en su Título VIII especifica la composición y las funciones del cuerpo.

Art. 183. La Fuerza Armada es la defensora del Estado, tanto contra las agresiones esternas (sic.), como contra las conmociones internas, y la custodia de las libertades públicas.
(...)
Art. 185. La Fuerza Armada se divide en Ejército de Tierra, Armada Nacional y Guardia Cívica.
Constitución dominicana, Título VIII; 6 de noviembre de 1844

Ese mismo texto se creaba la Secretaría de Estado de Guerra y Marina, la cual estaría encargada de dirigir las fuerzas militares dominicanas y trabajar de la mano del Presidente de la República para mantener la seguridad y soberanía del país. Fue suprimido en dos ocasiones: durante la Anexión a España y durante la ocupación militar estadounidense.
Durante la Tercera República, reapareció la Secretaría de Estado de Guerra y Marina. Durante el período 1934-1937 se fusionó con la Secretaría de Estado de lo Interior y Policía para formar una única oficina llamada Secretaría de Estado de lo Interior, Policía, Guerra y Marina. Recupera su denominación original para 1938.
En 1928 se empiezan los primeros pasos en la aviación dominicana. Para 1932 se crea el Arma de Aviación, como cuerpo adscrito al Ejército Nacional. Posteriormente en 1936 se crea el Destacamento de Aviación. Viendo el desarrollo de este cuerpo, la oficina adopta el nombre de Secretaría de Estado de Guerra, Marina y Aviación en 1949.
Para 1956 pasa a llamarse Secretaría de Estado de las Fuerzas Armadas. Mantendrá esta nomenclatura hasta 2010, cuando la reforma constitucional y el decreto no. 56-10 la convierte en el Ministerio de las Fuerzas Armadas. Tres años más tarde, se reestructura el organismo que pasa a ser conocido como Ministerio de Defensa, mediante la Ley Orgánica no. 139-13.

## Historia militar
Desde antes de la firma de la primera Constitución dominicana, el 6 de noviembre de 1844 en San Cristóbal, la naciente República tuvo que luchar contra las fuerzas haitianas para asegurar su independencia. Posteriormente, con la Anexión a España, los dominicanos lucharon contra tropas españolas en la Guerra de la Restauración. Durante la Segunda República, la inestabilidad política aseguró la importancia de las Fuerzas Armadas, en ocasiones utilizadas por el Gobierno para aplacar las insurrecciones. Fueron suprimidas durante la ocupación militar estadounidense. Volvieron a adquirir relevancia durante la Tercera República y la dictadura de Rafael Trujillo. Al final de este período, el país vivió una guerra civil que enfrentó a grupos civiles y militares.

### Guerra de Independencia
Las fuerzas militares de la Primera República las comprendían el ejército con unos 4,000 soldados de línea organizados en 7 regimientos de infantería, varios batallones sueltos, 6 escuadrones de caballería y 3 brigadas de artillería junto a 2 medias brigadas. Este ejército era complementado con la Guardia Cívica, compuesta por milicianos de las provincias.
También la componía la Armada Naval, compuesta por 10 buques. De estos siete eran propiedad del Estado: la fragata Cibao, con 20 cañones; el bergantín goleta San José, 5 cañones; el bergantín goleta La Libertad, 5 cañones; la goleta General Santana, 7 cañones; la goleta La Merced, 5 cañones; la goleta Separación, 3 cañones; la goleta 27 de Febrero, 5 cañones. Había otros tres tomados en requisición: la goleta María Luisa, 3 cañones; la goleta 30 de Marzo, 3 cañones; y la goleta Esperanza, 3 cañones.
Además de los ya mencionados cuerpos militares existía el Ejército Expedicionario del Sur reclutado por Pedro y Ramón Santana en Hato Mayor y El Seibo, con un permiso expedido por la Junta Central Gubernativa con el rango de comandante en jefe de este ejército. Estos hombres eran diestros en el manejo de machete y de la lanza. Su comandante adjunto fue el General de Brigada Antonio Duvergé. El otro Ejército Expedicionario fue el de las Fronteras del Norte creado con la finalidad de defender la zona fronteriza del noroeste. Su comandante fue el General de División Francisco A. Salcedo.
Las fuerzas dominicanas llegarían a alcanzar niveles de organización y eficiencia de estimable notoriedad. Como ejemplo de ello bastaría reseñar el hecho de la consecución y preservación de la Independencia Nacional con la victoria dominicana sobre reiteradas invasiones militares haitianas en el período de doce años que siguió a la proclamación de la Independencia.

### Guerra de la Restauración
En 1861, el presidente Pedro Santana firmó con la reina Isabel II el traspaso de la República Dominicana como colonia de España. Este período, conocido como la Anexión a España, supuso la pérdida de la soberanía dominicana. Las Fuerzas Armadas fueron suspendidas y sus líderes fueron sustituidos por militares españoles.
Esta situación despertó el sentimiento nacional. El 16 de agosto de 1863, en el cerro de Capotillo, cerca de Dajabón, un grupo de insurgentes proclamó la independencia de la República, hecho conocido como el Grito de Capotillo. El conflicto abarcó todo el territorio y se extendió hasta el 15 de julio de 1865 con la retirada de las tropas españolas.
Durante la contienda se destacaron, en el bando dominicano, personajes como Gregorio Luperón, Ramón Mella, Gaspar Polanco, Ulises Heureaux, Pedro Antonio Pimentel, José Antonio Salcedo o José María Cabral.
La victoria dominicana supuso el retorno de la soberanía y el inicio de la Segunda República Dominicana.

### Ocupación militar de 1916
En 1916, fuerzas estadounidenses ocuparon el país con el objetivo de asegurar el pago de la deuda externa dominicana, que había aumentado considerablemente durante la Segunda República. Esta invasión supuso la suspensión de los cuerpos militares estadounidenses.
En 1917, con el fin de mantener el orden en el país, se crea la Guardia Nacional, supervisada por Estados Unidos y que eventualmente se convertiría en el Ejército Nacional. Este cuerpo hereda por tanto su estructura organizacional de las fuerzas estadounidenses.

### Tercera República
Al finalizar la ocupación en 1924, el presidente Horacio Vásquez decreta el cambio de Policía Nacional Dominicana a Brigada Nacional. La situación se mantiene hasta el 17 de mayo de 1928, cuando cambia nueva vez a la denominación de Ejército Nacional mediante la Ley no. 928, aunque heredando una estructura fundamentalmente policial.
Por su parte la Armada, conocida anteriormente como Marina de Guerra, obedece a esquemas más tradicionales. Ha permanecido desde su creación apegada a los principios que le dieron origen, asumiendo solo dos cambios de denominación desde su creación, pero evolucionando de manera paulatina a la transformación de lo que fuera un cuerpo creado con fines bélicos, con capacidad de desembarco y buques con armamentos para hacer frente a posibles invasiones navales, a ser un componente encargado básicamente de hacer cumplir las disposiciones sobre navegación, comercio y pesca, así como los tratados internacionales
Finalmente la Fuerza Aérea Dominicana surge bajo el período de la dictadura de Rafael Trujillo Molina, con características de innovación y modernismo, que otorgaba movilidad, versatilidad y profundidad a las Fuerzas Armadas y el complemento de lo que en los años siguientes pasarían a ser.

## Componentes

### Ejército de la República Dominicana
Su fuerza básica está concentrada en infantería ligera la cual en general se puede decir que está bien equipada con rifles básicos de combate y equipos de combate para soldados. Los vehículos, tanto de transporte como blindados, y las piezas de artillería y antitanque que tiene en servicio, en parte, se encuentran en malas condiciones, son obsoletos o simplemente son vehículos civiles adaptados al uso militar. Actualmente se han incluido tanques y sistemas modernos de blindaje.

### Armada de la República Dominicana
La Armada Dominicana fue fundada en 1844 junto con el Ejército. Mantiene en operación alrededor de 34 naves, en su mayoría guardacostas, patrulleras y lanchas rápidas pequeñas. Opera también dragas, remolcadores y patrulleros de altura. La Armada tiene un pequeño cuerpo aéreo compuesto de helicópteros utilitarios Bell OH-58C Kiowa.
La Armada opera tres bases principales:
- Base Naval 27 de Febrero, Sans Soucí, Santo Domingo Este[9]
- Base Naval Las Calderas, Peravia[10]
- Base Naval de Boca Chica, Boca Chica[11]

Tiene presencia también en los puertos comerciales del país, comandancias de puertos y está dividida en tres zonas navales que a su vez tienen puestos y destacamentos navales.

### Fuerza Aérea de la República Dominicana
La Fuerza Aérea Dominicana fue fundada en 1948 con 20,000 personas. Cuenta con dos bases principales:
- Base Aérea de San Isidro, próxima a Santo Domingo Este
- Base Aérea de Puerto Plata, desde el Aeropuerto Internacional Gregorio Luperón

### Cuerpos Especializados dependientes
Los Cuerpos Especializados de Seguridad, son agencias de seguridad militar dependientes del Ministerio Defensa (Anterior Ministerio de las Fuerzas Armadas), y están conformadas por personal militar y civil especializados en sus diferentes áreas de función. Para desempeñar labores de Seguridad y Protección en instituciones del estado.

Comando Antiterrorismo de las Fuerzas Armadas Dominicanas

- Departamento Nacional de Investigaciones (DNI)

Cuerpo Especializado de Seguridad Aeroportuaria y Aviación Civil

- Cuerpo Especializado de Seguridad Aeroportuaria y Aviación Civil (CESAC)
- Cuerpo Especializado para la Seguridad del Metro (CESMET)
- Servicio Nacional de Protección Ambiental (SENPA)
- Cuerpo Especializado en Seguridad Turística (CESTUR)
- Cuerpo Especializado en Control de Combustibles (CECCOM)
- Fuerza de Tarea Ciudad Tranquila (FT-CIUTRAN)Cuerpo Especializado de Seguridad Aeroportuaria y Aviación Civil
- Cuerpo Especializado de Seguridad Portuaria (CESEP)
- Cuerpo Especializado de Seguridad Fronteriza Terrestre (CESFRONT)

### Dependencias institucionales[12]
- Hospital Central de las Fuerzas Armadas
- Programa de Educación y Capacitación Profesional
- Instituto Militar de Educación Superior
- Instituto Cartográfico Militar
- Instituto Militar de los Derechos Humanos y Derecho Internacional Humanitario
- Instituto de Altos Estudios para la Defensa y Seguridad Nacional
- Instituto de Seguridad Social de las Fuerzas Armadas (ISSFFAA)
- Dirección General de las Escuelas Vocacionales de las Fuerzas Armadas y la Policía Nacional (DIGEV)
- Dirección General de Promoción de las Comunidades Fronterizas
- Dirección General del Servicio Militar Voluntario
- Círculo Deportivo Militar de las Fuerzas Armadas y la Policía Nacional
- Superintendencia de Vigilancia y Seguridad Privada
- Dirección General de las Reservas de las Fuerzas Armadas
- Dirección General de la Banda de Música de las Fuerzas Armadas
- Dirección General de la Radioemisora Cultural La Voz de las Fuerzas Armadas
- Procuraduría General de las Fuerzas Armadas
- Administradora de Riesgos de Salud de las Fuerzas Armadas (ARS-FFAA)
- Junta de Retiros de las Fuerzas Armadas
- Programa de Capacitación Profesional de las Fuerzas Armadas "Gran General Restaurador Gregorio Luperón"

## Personal
El Congreso autoriza una fuerza combinada de alrededor de 44,000 hombres en servicio activo. Actualmente la fuerza en servicio activo es de 64,000. Sin embargo más del 50% del personal militar es utilizado en tareas no militares, tales como proveer seguridad a instalaciones gubernamentales no militares, estaciones de peaje, prisiones, trabajos forestales, empresas estatales, empresas privadas, así como protección personal a congresistas y demás personal de importancia del Estado y empresarios.
La República Dominicana es, en cuanto a número de efectivos, el segundo país en tamaño después de Cuba en el área del Caribe. Las Fuerzas Armadas Dominicanas participan plenamente en contra del comercio ilícito de drogas y el contrabando en la frontera de Haití. También contribuyen en momentos de calamidad nacional, por ejemplo tras el azote de huracanes o inundaciones.

### Entrenamiento y formación militar
El Instituto Superior para la Defensa “General General Juan Pablo Duarte y Diez” (INSUDE), es el organismo dependencia del Ministerio de Defensa de la República Dominicana y rector de las escuelas de graduados, academias, escuelas técnicas, escuelas especializadas de capacitación y entrenamiento militar que constituyen el Sistema de Educación de las Fuerzas Armadas, según lo estipulado en el artículo 205 de la Ley 139-13 de las Fuerzas Armadas.  El INSUDE fue creado como Instituto Especializado de Estudios Superiores de las Fuerzas Armadas (IEESFA) mediante Decreto 1110-03 del 2 de diciembre de 2003 y designado con su nombre actual mediante el decreto 38-09, del 17 de enero del 2009.
La instrucción militar de los oficiales de las Fuerzas Armadas se lleva a cabo por ante instituciones especializadas en cada componente. La Academia Militar Batalla de las Carreras tiene por objeto la formación de los futuros oficiales del Ejército Nacional. La Academia otorga una Licenciatura en Ciencias Militares con Duración de 4 años Y 3 meses.
La Academia Naval, cuyo objeto es formar a los oficiales de la Marina de Guerra, otorga una Licenciatura en Ciencias Navales con una duración de 4 años.

La Academia Aérea, cuya función es formar a los oficiales de la Fuerza Aérea, ofrece una licenciatura En Ciencias Aeronáuticas en tres modalidades independientes: Mención Aviador, Mención Infantería y Mención Mantenimiento Aeronáutico, las tres con una duración de 4 años.
|                  |
| Academia Militar |

|                |
| Academia Naval |

|                |
| Academia Aérea |

### Tabla de rangos
| Nivel                            | Rango                                     | Ejército | Armada | Fuerza Aérea |
| -------------------------------- | ----------------------------------------- | -------- | ------ | ------------ |
|                                  |                                           |          |        |              |
| Oficiales Generales o Almirantes | Teniente General o Almirante              |          |        |              |
| Oficiales Generales o Almirantes | Mayor General o Vicealmirante             |          |        |              |
| Oficiales Generales o Almirantes | General de Brigada o Contralmirante       |          |        |              |
| Oficiales Superiores             | Coronel o Capitán de Navío                |          |        |              |
| Oficiales Superiores             | Teniente Coronel o Capitán de Fragata     |          |        |              |
| Oficiales Superiores             | Mayor o Capitán de Corbeta                |          |        |              |
| Oficiales Subalternos            | Capitán o Teniente de Navío               |          |        |              |
| Oficiales Subalternos            | Primer Teniente o Teniente de Fragata     |          |        |              |
| Oficiales Subalternos            | Segundo Teniente o Teniente de Corbeta    |          |        |              |
| Sub Oficiales                    | Sub Oficial                               |          |        |              |
| Oficiales Cadetes                | Cadete o Guardiamarina                    |          |        |              |
| Suboficiales y Tropa             | Sargento Mayor                            |          |        |              |
| Suboficiales y Tropa             | Sargento Primero                          | —        | —      |              |
| Suboficiales y Tropa             | Sargento de Administración y Contabilidad |          | —      |              |
| Suboficiales y Tropa             | Sargento                                  |          |        |              |
| Suboficiales y Tropa             | Cabo                                      |          |        |              |
| Suboficiales y Tropa             | Raso Primera Clase/ Marinero              |          |        |              |

## Secretarios y Ministros
A lo largo de su historia, la oficina tuvo varios nombres, por los que los responsables de esta cartera tenían diferentes títulos: Secretarios de Estado de Guerra y Marina, Secretarios de Estado de las Fuerzas Armadas, Ministro de las Fuerzas Armadas o Ministros de Defensa. A continuación, una lista de los que han llevado la dirección de este organismo desde 1930 hasta el presente.
| Nombre                                                   | Gestión      | Servicio          |
| -------------------------------------------------------- | ------------ | ----------------- |
| General Antonio Jorge                                    | 1930-1931    | ?                 |
| Lic. Jacinto B. Peynado                                  | 1931-1932    | Civil             |
| Plinio R. Pina Chevalier                                 | 1933         | Civil             |
| Francisco E. Penzo                                       | 1933         | Civil             |
| Coronel Teódulo Pina Chevalier                           | 1933-1934    | Ejército          |
| Mayor General José García                                | 1934-1942    | Ejército          |
| Generalísimo Hector E. Trujillo Molina                   | 1942-1952    | Ejército          |
| Teniente General Fausto E. Caamaño Medina                | 1952-1954    | Ejército          |
| Generalísimo Rafael L. Trujillo Molina                   | 1954-1955    | Ejército          |
| General José García Trujillo                             | 1955-1960    | Ejército          |
| Teniente General José R. Román Fernández                 | 1960-1961    | Ejército          |
| Mayor General Santo Mélido Marte Pichardo                | 1961         | Ejército          |
| Mayor General Francisco González Cruz                    | 1961         | Ejército          |
| Brigadier Pedro Rafael R. Rodríguez Echaverría           | 1961-1962    | Fuerza Aérea      |
| Mayor General Victor Elby Viñas Román                    | 1962-1965    | Fuerza Aérea      |
| Vicealmirante Francisco Javier Rivera Caminero           | 1965-1966    | Marina de Guerra  |
| Mayor General Enrique Pérez y Pérez                      | 1966-1970    | Ejército Nacional |
| Mayor General Joaquín Méndez Lara                        | 1970-1971    | ?                 |
| Vicealmirante Ramón Emilio Jiménez Hijo                  | 1971-1975    | Marina de Guerra  |
| Mayor General Juan René Beauchamp Javier                 | 1975-1978    | ?                 |
| Mayor General Rafael A. Valdez Hilario                   | 1978-1980    | Ejército          |
| Teniente General Mario A. Imbert Mcgregor                | 1980-1982    | Fuerza Aérea      |
| Teniente General Ramiro Matos González:                  | 1982-1984    | Ejército          |
| Teniente General Manuel A. Cuervo Gómez                  | 1984-1986    | Ejército          |
| Almirante Víctor M. Barján Muffdi                        | 1986         | Marina de Guerra  |
| Teniente General Antonio Imbert Barrera                  | 1986-1988    | Ejército          |
| Teniente General Elías Wessin y Wessin                   | 1988-1991    | Ejército          |
| Teniente General Héctor García Tejada                    | 1991-1993    | Ejército          |
| Teniente General Constantino Matos Villanueva            | 1993-1994    | Ejército          |
| Almirante Iván A. Vargas Céspedes                        | 1994-1996    | Marina de Guerra  |
| Teniente General Iván R. Hernández Oleaga                | 1996         | Ejército          |
| Teniente General Piloto Juan Bautista Rojas Tabar        | 1996         | Fuerza Aérea      |
| Almirante Rubén Paulino Álvarez                          | 1996-1998    | Marina de Guerra  |
| Teniente General Manuel de Jesús Florentino y Florentino | 1998-2000    | Ejército          |
| Teniente General José Miguel Soto Jiménez                | 2000-2004    | Ejército          |
| Almirante Sigfrido Aramis Pared Peréz                    | 2004-2006    | Marina de Guerra  |
| Teniente General Ramón Antonio Aquino García             | 2006-2008    | Ejército          |
| Teniente General Piloto Pedro R. Peña Antonio            | 2008-2010    | Fuerza Aérea      |
| Teniente General Joaquin Virgilio Pérez Feliz:           | 2010-2012    | Ejército          |
| Almirante Sigfrido Aramis Pared Pérez                    | 2012-2014    | Armada            |
| Teniente General Máximo Muñoz Delgado                    | 2014-2016    | Ejército          |
| Teniente General Rubén Darío Paulino Sem                 | 2016- 2020   | Ejército          |
| Teniente General Carlos Luciano Díaz Morfa               | 2020-2024    | Ejército          |
| Teniente General Carlos Antonio Fernández Onofre         | 2024- actual | Ejército          |

## Combates
- Guerra de Independencia Dominicana (1844-1856).
- Batalla del 19 de marzo (1844)
- Batalla naval del 15 de abril (1844)
- Batalla del 30 de marzo
- Batalla de La Estrelleta (1844)
- Batalla naval de Samaná, Puerto Plata
- Revolución Cibaeña (1856-1857)
- Guerra de la Restauración (1863-1865)
- Revolución de los 6 años
- Enfrentamiento contra submarinos alemanes que circundaban las aguas del mar Caribe durante la Segunda Guerra Mundial
- Enfrentamiento contra guerrillas que buscaban derrocar la dictadura de Rafael Trujillo, principalmente la guerrilla de 1959
- Guerra Civil dominicana
- Operación Libertad para Irak en 2003

## Estructura de mando
Según la Constitución, el presidente de la República es el comandante en jefe de las fuerzas armadas. La cadena de mando se extendía desde el presidente hasta el ministro de las Fuerzas Armadas y luego a viceministros para el Ejército, la Armada y la Fuerza Aérea. El ministro y los viceministros son todos militares. El ministro es por lo general un teniente general del Ejército, es nombrado por el presidente; el ministro también se desempeña como comandante general del Estado Mayor de las Fuerzas Armadas. Los viceministros eran nombrados por el ministro, con el visto bueno del presidente.
Cada rama de las Fuerzas Armadas cuenta con un comandante general de Estado Mayor y un Estado Mayor. Cada Estado Mayor tienen cinco secciones principales: personal, inteligencia, operaciones, logística y relaciones públicas. Además, había una sección de justicia militar en cada estado mayor. Excepto en casos de emergencia, los Comandantes Generales de Estado Mayor ejercen el control operativo de los tres servicios de las Fuerzas Armadas.
El país se dividió en tres zonas de defensa. La Zona de Defensa sur, tiene su sede en Santo Domingo. Lo forman las provincias de Peravia, San Cristóbal, Monte Plata, Hato Mayor, El Seibo, San Pedro de Macorís, La Romana, La Altagracia, Distrito Nacional y Santo Domingo. La Zona de Defensa norte, con sede en Santiago de los Caballeros (Santiago), cubre las provincias de Puerto Plata, Santiago, La Vega, Valverde, Monseñor Nouel, Espaillat, Salcedo, Duarte, Sánchez Ramírez, María Trinidad Sánchez y Samaná. La Zona de Defensa oeste tiene su sede en Barahona. Cubre Azua, Dajabón, Monte Cristi, Santiago Rodríguez, Elías Piña, San Juan, Bahoruco, Independencia, Pedernales y Barahona.